# Madna, Sedam
Madna là một làng thuộc tehsil Sedam, huyện Gulbarga, bang Karnataka, Ấn Độ.